# Castiarina pallidipennis
Castiarina pallidipennis es una especie de escarabajo del género Castiarina, familia Buprestidae. Fue descrita científicamente por Blackburn en 1890.